# Михайлівська сільська рада (Тетіївський район)

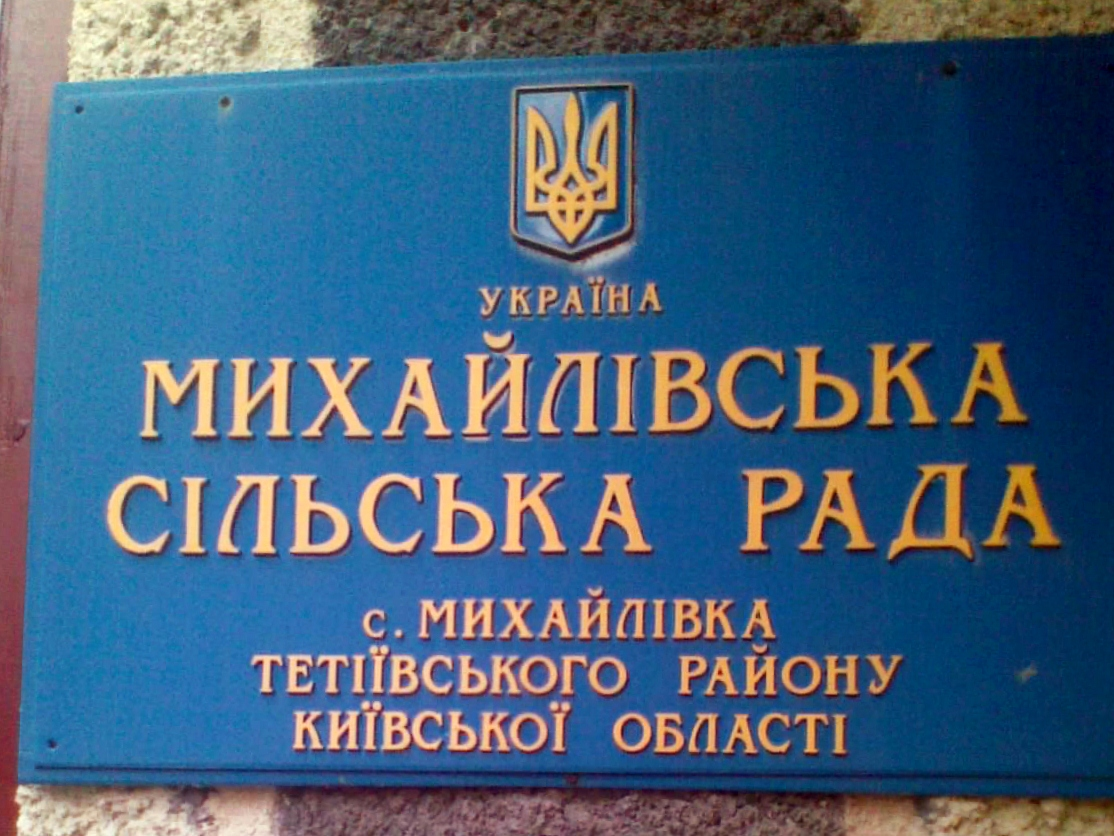
Табличка на сільській раді

Михайлівська сільська рада — орган місцевого самоврядування у Тетіївському районі Київської області з адміністративним центром у с. Михайлівка.

## Загальні відомості
Історична дата утворення: в 1996 році.
Площа — 15,79 км². Населення — 325 чоловік.

## Населені пункти
Сільській раді були підпорядковані населені пункти:
- с. Михайлівка
- с. Перше Травня

## Склад ради
Рада складалась з 12 депутатів та голови.

### Керівний склад ради
| ПІБ                         | Основні відомості                                                         | Дата обрання | Дата звільнення |
| --------------------------- | ------------------------------------------------------------------------- | ------------ | --------------- |
| Руденко Володимир Йосипович | Сільський голова, 1973 року народження, освіта, член народної партії      | 26.03.2006   | 31.10.2010      |
| Руденко Володимир Йосипович | Сільський голова, 1973 року народження, освіта вища, член Партії регіонів | 31.10.2010   |                 |

Примітка: таблиця складена за даними джерела